# Ephemeridae
Los efeméridos (Ephemeridae) son una familia de insectos efemerópteros con alrededor de 150 especies descritas por todo el mundo excepto en Australia y Oceanía. Generalmente se trata de grandes efímeras (de hasta 35 mm) con dos o tres colas (cerco de gran longitud. Muchas de las especies presentan patrones distintivos en las alas.
Los efeméridos se crían en una amplia variedad de aguas, requiriendo normalmente una capa de limo ya que las ninfas tienen fuertes patas que están adaptadas para cavar (el grupo es a veces conocido como efímeras cavadoras) (burrowing mayflies en inglés). Las ninfas son grandes carnívoros, y consiguen su alimento bien a través de la depredación o de la necrofagia.

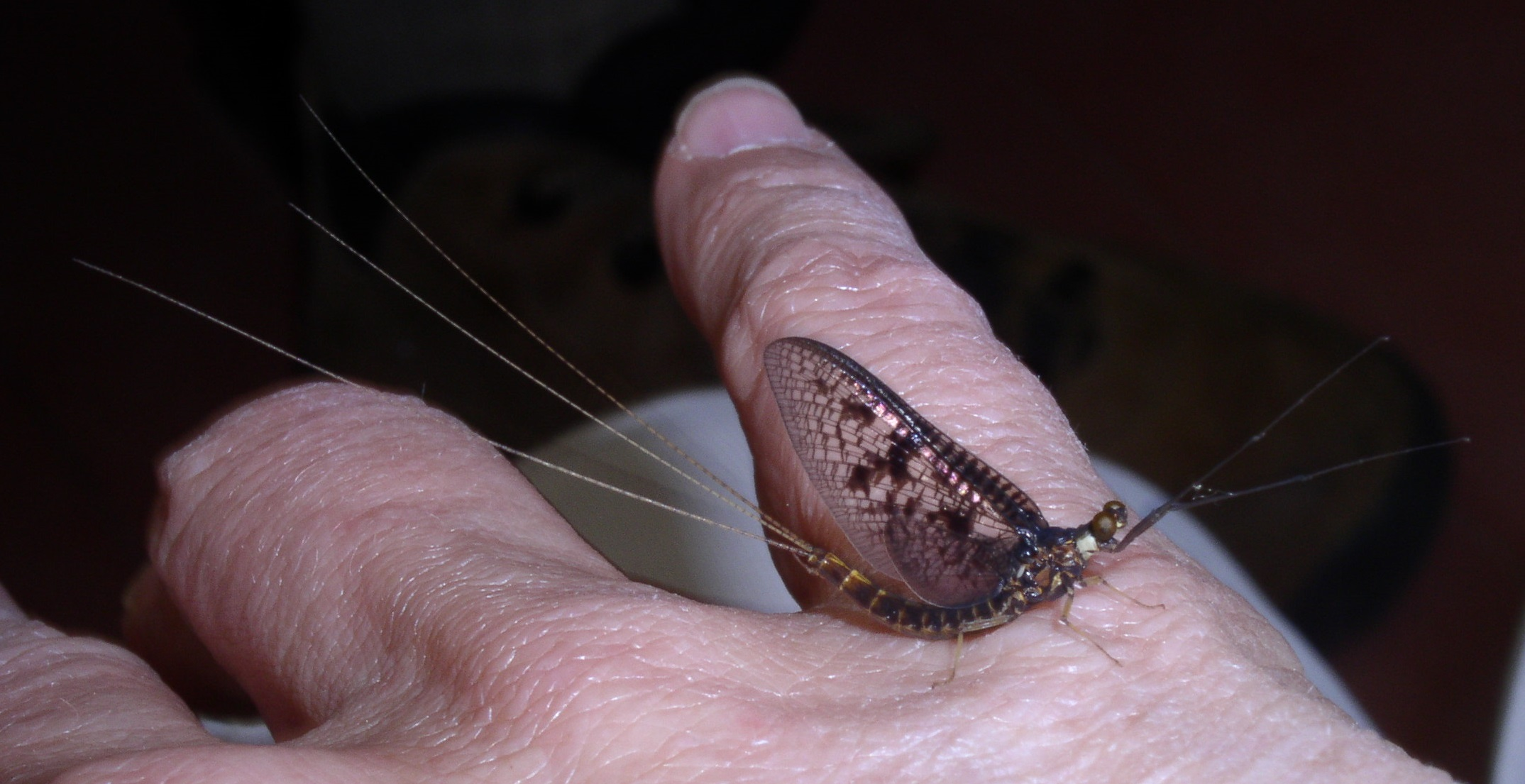
Ephemera simulans macho